# Белградская декларация
Белградская декларация (сербохорв. Beogradska deklaracija, словен. Beograjska deklaracija, макед. Белградска декларација) — документ, подписанный президентом Югославии Иосипом Броз Тито и советским лидером Никитой Хрущёвым 2 июня 1955 года, который привёл к кратковременному примирению между двумя государствами. Переговоры, приведшие к подписанию документа, проходили с 27 мая по 2 июня.
Декларация гарантировала невмешательство во внутренние дела Югославии и узаконивала право практиковать разные формы социалистического развития в разных странах. Хотя декларация не смогла достичь прочного сближения между двумя странами (результат югославской тревоги по поводу Венгерской революции 1956 года), она оказала влияние на выход Югославии из Балканского пакта с государствами-членами НАТО Турцией и Грецией. Документ стал краеугольным камнем отношений между двумя странами на последующие 35 лет.

## История
После раскола Тито и Сталина в отношениях между Советским Союзом и Югославией произошел разрыв, поскольку югославский лидер Иосиф Броз Тито устанавливал социалистический режим, пренебрегая доктриной Иосифа Сталина.
После смерти Сталина в 1953 году Тито пришлось выбирать между более западным подходом к реформам или соглашением с новым советским лидером Никитой Хрущёвым. В 1953 году СССР и ФНРЮ снова обменялись послами, тем самым официально восстановив дипломатические отношения. Советский посол Василий Вальков прибыл в Белград 30 июля, а югославский посол Добривое Видич прибыл в Москву 30 сентября 1953 года под руководством Георгия Маленкова. Однако это не привело автоматически к нормализации отношений между двумя правящими партиями. Коммунистическая партия Советского Союза и Союз коммунистов Югославии обменялись письмами в конце 1955 года.
Тито пытался примириться с Советским Союзом, пригласив Хрущёва в Белград в 1955 году. Поездка Хрущёва в Белград иногда в разговорной речи известна как «Советская Каносса».
Эта встреча привела к Белградской декларации, положившей конец периоду Информбюро, предоставившей другим социалистическим странам право интерпретировать марксизм по-другому и обеспечившей более равноправные отношения между всеми государствами-сателлитами и Советским Союзом. Но ограничения этого соглашения стали очевидны после советской интервенции в Венгрии в октябре 1956 года; за этим последовала новая советская кампания против Тито, которая возложила на югославское правительство ответственность за венгерское восстание. Советско-югославские отношения прошли через похожие периоды прохлады в 1960-х годах (после насильственного окончания Пражской весны и последующего вводом войск стран Варшавского договора в Чехословакию) и после этого. Югославия, однако, стала ассоциированным членом СЭВ в 1964 году после достижения соглашения с советским руководством.